# Hol (Troms)
Hol is een plaats op het eiland Tjeldøya in de Noorse gemeente Tjeldsund in de provincie Troms. In het dorp zetelt het gemeentebestuur van Tjeldsund. 
De kerk in het dorp dateert uit 1863 en is ontworpen door de architect Ole Scheinstrøen die vooral kerken in het noorden van Noorwegen heeft gebouwd. De kerk is een beschermd monument. Het is de enige kerk binnen de gemeente. In Fjelldal en Ramsund staan wel kapellen.